# Masato Ishida
Masato Ishida (japanisch 石田 雅人 Ishida Masato; * 17. April 1983 in der Präfektur Nara) ist ein ehemaliger japanischer Fußballspieler.

## Karriere
Ishida erlernte das Fußballspielen in der Schulmannschaft der Nara Ikuei High School. Seinen ersten Vertrag unterschrieb er 2002 bei den Yokohama FC. Der Verein spielte in der zweithöchsten Liga des Landes, der J2 League. Für den Verein absolvierte er 18 Ligaspiele. Danach spielte er bei den Banditonce Kobe (2004–2007) und Nara Club (2008–2010). Ende 2010 beendete er seine Karriere als Fußballspieler.